# Екатерина Кесякова
Екатерина Цончова Кесякова е българска дарителка и общественичка, родом от град Копривщица.
Екатерина Кесякова е родена в семейството на имотния копривщенски бегликчия Цончо Топалов. След завършването на местното Девическо училище тя се омъжва за търговеца хаджи Вельо Кесяков. След ранната смърт на мъжа си, Екатерина, останала и бездетна, започва да управлява и разпределя сама наследените средства.
В тези години се включва в обществената дейност на Женското благотворително дружество „Благовещение“. През 1902 г. тя е една от най-дейните участнички в благотворителното движение в град Копривщица, като взима участие и в организирането на Безплатната ученическа трапезария „Велика и Иван Личеви“.
Екатерина Кесякова завещава цялото си имущество за благотворителни цели. Съгласно завещанието ѝ недвижимите имоти са продадени след смъртта ѝ. Получената сума от 70 хил. лв. е разпределена между местното читалище, община Копривщица, храм „Света Богородица“ и безплатната трапезария.